# أكاديمية الفنون الجميلة بميونخ

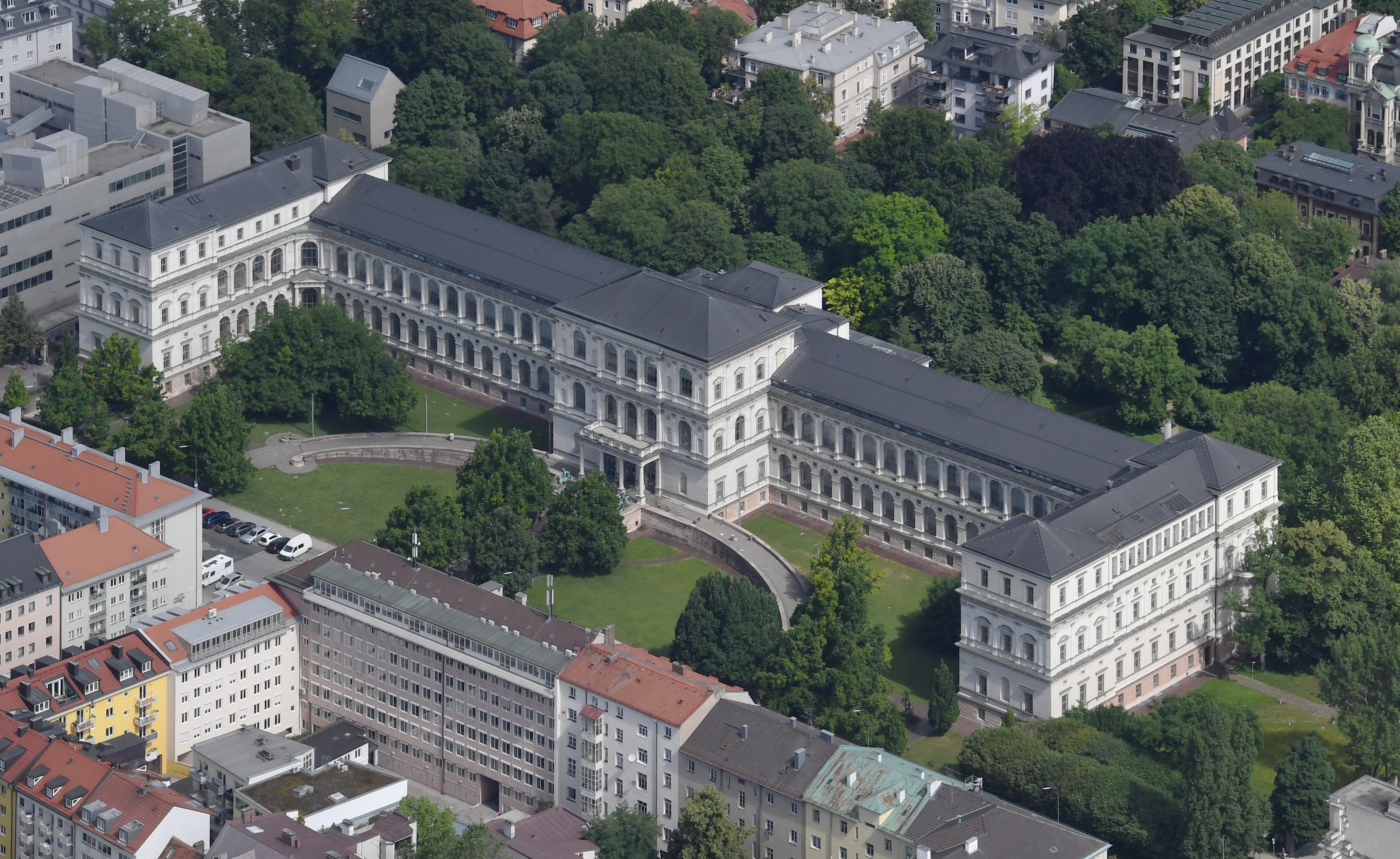
صورة جوية لأكاديمية الفنون الجميلة في ميونيخ

أكاديمية الفنون الجميلة بميونخ ( (بالألمانية: Akademie der Bildenden Künste München) أو أكاديمية ميونيخ هي واحدة من أقدم وأهم الأكاديميات الفنية في ألمانيا. تقع في منطقة ماكسفورشتات في ميونيخ، في بافاريا، ألمانيا.
في النصف الثاني من القرن التاسع عشر أصبحت أكاديمية ميونيخ واحدة من أهم المؤسسات التعليمية في أوروبا لتدريب الفنانين وجذبت الطلاب من جميع أنحاء أوروبا والولايات المتحدة. 

## التاريخ
يعود تاريخ الأكاديمية إلى عام 1770، أسّسها الأمير الناخب ماكسيميليان الثالث. انطلاقاً من "مدرسة زيشنونج المعنية بأكاديمية رسام ونحات". وفي عام 1808، في عهد الملك ماكسيميليان الأول جوزيف ملك بافاريا، أصبحت الأكاديمية الملكية للفنون الجميلة. ركز المنهج على الرسم والرسومات والنحت والهندسة المعمارية. 
ضمت المدرسة مجموعة من الرسامين الذين عملوا في مدينة ميونيخ أو تم تدريبهم في الأكاديمية بين 1850 و1918. وتتميز اللوحات بأسلوب طبيعي وإضاءة داكنة. تضمنت موضوعات الرسم النموذجية المناظر الطبيعية والصور الشخصية والنوع والحياة الساكنة والتاريخية. أصبح كارل فون بيلوتي، الممثل الأول للمدرسة الواقعية في ألمانيا، مديرًا لها في عام 1874. 
في عام 1900، تقلد فرديناند فرايهر فون ميلر الادارة إلى عام 1918 .  أثناء الحرب العالمية الثانية، قام هتلر باستبدال أساتذة الأكاديمية "غير الآريين" بفنانين نازيين.  وفي عام 1946 تم دمج الأكاديمية الملكية للفنون الجميلة مع مدرسة الفنون والحرف ومدرسة الفنون التطبيقية. وفي عام 1953 تم تغيير اسمها إلى أكاديمية الفنون الجميلة الحالية.

## البنايات

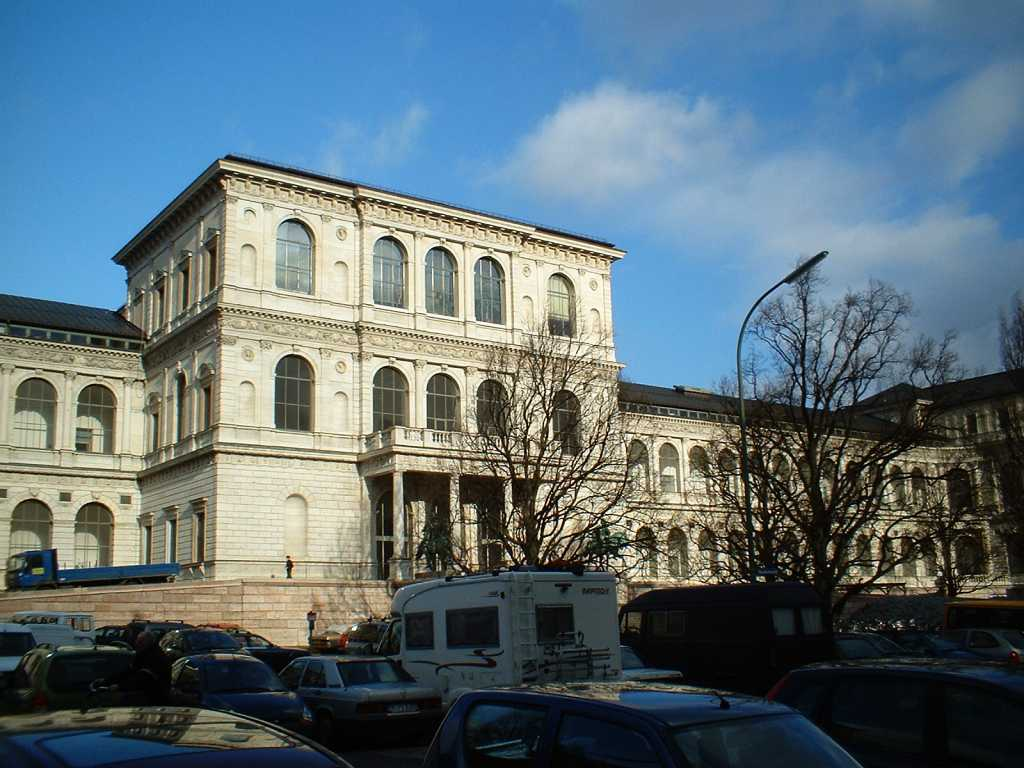
واجهة على طراز عصر النهضة (1886).

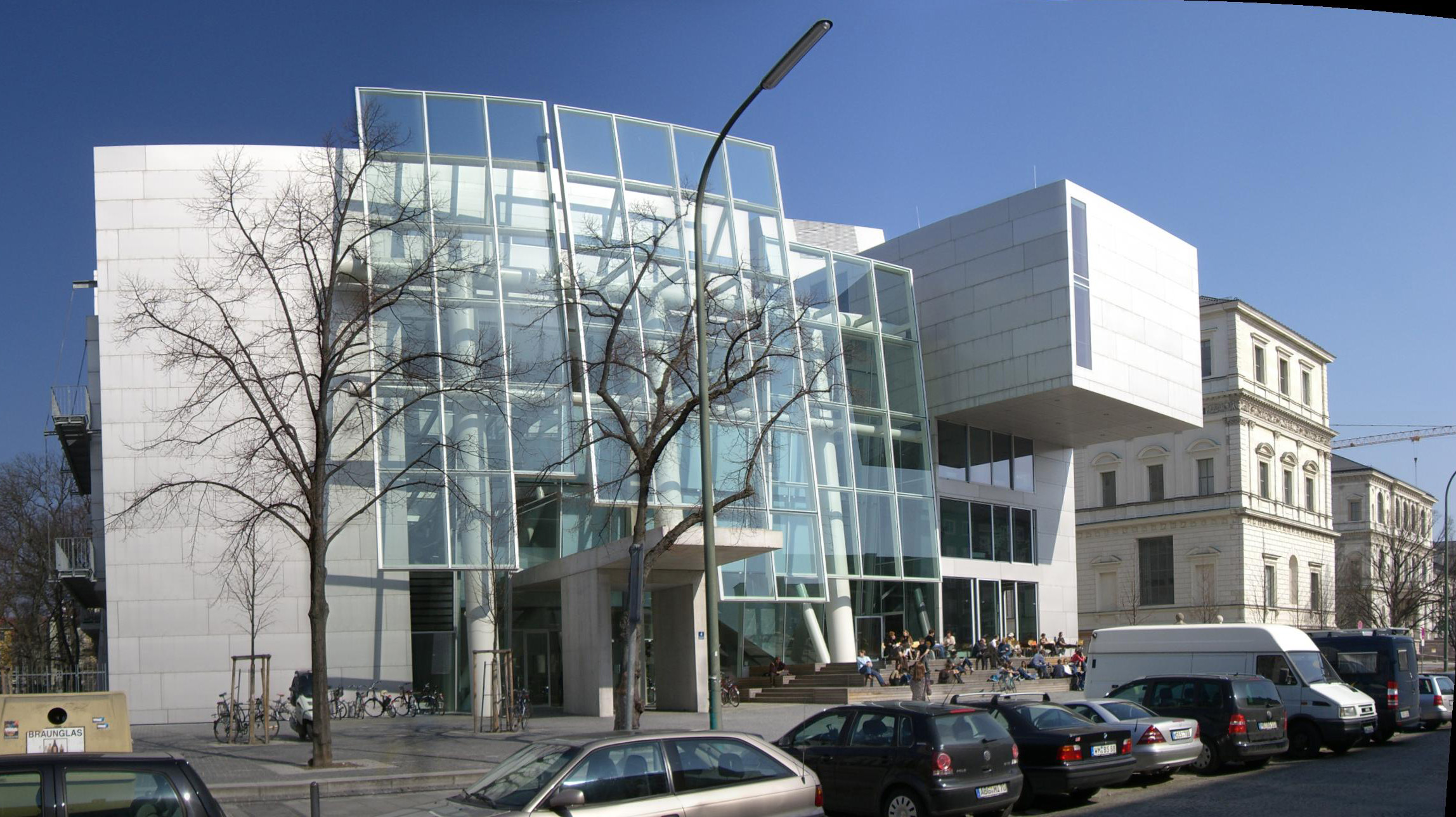
توسعة تفكيكية، صممها Coop Himmelb(l)au (2005).

## الأساتذة البارزين
- لورينس تديما
- هيرمان أنشيوتس
- أنتون أجبي (1884–1885)
- نيكولاوس جيزيس
- بيتر كورنيليوس فون
- ريس إنغولد
- ماكس كلينغر
- فرانز فون لينباخ
- والتر ماورر (1990–2000)
- روبن بيج (1981–1998)
- إدواردو باولوزي (1981–1989)
- شين سكولي
- جاكوب أونغيرير (1890–1920)
- آرثر فون رامبيرغ
- غيرد فينر (مواليد 1936)

### الطلاب البارزين
- جوزيف ألبرز (1919–1920)
- فرانز أكرمان (1984-1988)
- اروين ايشيل
- هنري الكسندر
- كونو أميت (1886–1888)
- أوكتاف بانسيلا
- فلاديمير بيتشيتش
- رينيه بيه
- إجنات بيدناريك
- كلاوس بيرغن
- روبرت يوليوس بيشلاج
- فريدريش بروجر
- هاري تشيس
- ويليام ميريت تشيس
- جورجيو دي شيريكو
- سامح الطويل
- ألبرت شميلوفسكي
- سوزان كلاوسن
- لوفيس كورينث (1880–1884)
- ويليام جاكوب باير (1880–1884)
- منسي كليمنت كرنسيتش
- توماس الطلب
- صموئيل فريدريش دييز
- إدغار داونز (1876–1963؛ الحائز على الميدالية الفضية)
- فرانك دوفينيك
- أليكس دزيغورسكي (1911-1995)
- فالنتين بيتر فيورشتاين (1917-1999)
- لوثار فيشر (1952-1958)
- غونتر فورج
- فيلهلم هاينريش فونك (ولد في 1866)، (رسام بورتريه أمريكي)
- أوسكار جارفينز (1874–1951)[8]
- كارل جاترمان الأصغر
- هيربيورن جاوستا
- ديميتريوس جيرانيوتيس (1871–1966)، رسام بورتريه يوناني
- ألكسندر جيريمسكي (1846–1874)
- ماكسيميليان جيريمسكي (1850–1901)
- لويس جريل (1887–1960)
- ريتا جروس-رويكن (1971-1977)
- نيكولاس جيسيس (1842–1901)
- كارل مايكل حيدر (1846–1912)
- هيرمان هارتويتش (1853–1926)
- هيرمان هيلمر
- أوسكار هيرمان
- لويس كريستيان هيس
- بيتر فون هيس
- هالغريمور هيلغاسون (مواليد 1959)
- فريدريش هوهي (1802–1870)
- المير دي هوري (1906–1976)
- يورغ إيميندورف (1984-1985)
- دوردي يوفانوفيتش (نحات)
- فاسيلي كاندينسكي (1866–1944)
- روبرت كوهلر (1873–1875؛ حائز على الميدالية البرونزية والفضية)
- إليسافيتا كونسولوفا-فازوفا (1881–1965)
- ألفريد كوالسكي
- ميروسلاف كرالجيفيتش
- ألفريد كوبين (1899)
- بول كلي (1900)
- فيلهلم ليبل
- ماكسيميليان ليبينوين (1869–1926)
- ريتشارد ليندنر (1925–1927)
- ميليسا لوجان
- ستيفان لوتشيان
- ماهيروان مامتاني (1935)
- فرانز مارك (1900–1903)
- جان ماتيكو
- ديتر ماثوي (1963–1967)
- يانوس ماتيس-تويتش
- ماتو سيليستين ميدوفيتش (1890–1893)
- فاديم ميلر
- جوزيف مورودر لوسنبرغ (1876–1880)
- ألفونس موتشا
- أوتو مولر
- جون مولفاني (1839–1906)
- أدولفو مولر-يوري (1881–82)
- إدوارد مونش
- أليكس موراي ليزلي
- هيوبرت نيتزر (1865–1939)
- إليزابيت ناي (1981-1989)
- إدوارد نيكزكي [دي] (1850–1919)
- تشارلز هنري نيهاوس (1855–1935)
- توماس ساتروايت نوبل (1881–83)
- ماركوس أولين (2002–)
- بول أوندروش
- إرنست أوبلر
- فريتز أوزوالد
- أولريك أوتينجر (مواليد 1942)
- برونو بول
- كارل ثيودور فون بيلوتي
- إدوارد هنري بوثاست
- أوتو كوانت (1875–1947)
- جوزيب راتشيتش (1905–1908)
- روبرت هيرمان راودنر (1854–1915)[9]
- ريتشارد ريمرشميد (1888–1890)
- ليو بول روبرت (1869)
- فرانز روبود
- آنا ماي ريشتر (1864–1955)
- مكالمة سبتمبر
- هاينريش شليت
- كارل سالتزمان (1896–)
- باربرا سايدناث (مواليد 1960)، حداد، صائغ.
- غونتر شنايدر سيمسن (1926–1915)، مصمم مناظر طبيعية
- والتر شيرلاو
- إديث سوتيريوس فون زاكسينهايم (1887–1970)
- كارينا سميجلا بوبينسكي
- تي سي ستيل
- فاردجيس سورينيانتس (1860–1921)
- يوهان جوتفريد ستيفان
- فرانز فون ستوك
- نيكولاي تونيتزا
- أكسل تورنمان (1880–1925)
- جون هنري تواتشتمان
- بيتار أوبافكيتش (1852–1910)
- سبيريدون فيكاتوس (1878–1960)
- روبرت فويت (مواليد 1969)
- لاسكار فوريل
- ألكسندر فون فاغنر (1869–1910)
- هنريك فيبر (1818–1866)
- سيبيلا ميتيل فيبر (1892–1957)
- باربرا زيجلر,
- هانز بيتر زيمر
- تاديوش زوكوتينسكي (1877–1912)

## أنظر أيضا
- الفن الأكاديمي اليوناني في القرن التاسع عشر
- الواقعية الأكاديمية